# Batalha de Versinícias
A Batalha de Versinícias (em búlgaro: Битката при Версиникия; em grego: Μάχη της Βερσινικίας) foi luta travada em 22 de junho de 813 entre o Império Bizantino e o Império Búlgaro, próximo da cidade de Adrianópolis, atualmente na Turquia. Apesar da clara desvantagem numérica os búlgaros se saíram vitoriosos, resultando no destronamento de Miguel I Rangabe (r. 811–813) por Leão V, o Armênio.
Foi um grande sucesso e fortaleceu ainda mais a posição búlgara após a vitória decisiva sobre Nicéforo I, o Logóteta (r. 802–811) dois anos antes. De facto, após o conflito eles tomaram controle de toda a Trácia oriental (até o tratado de 815) com a exceção de alguns castelos que restaram em controle bizantino. Pela primeira vez na história búlgara, o caminho para Constantinopla estava aberto. Todavia, o grande cã Crum faleceu durante os preparativos para o cerco final da capital bizantina em 13 de abril de 814.

## Prelúdio
Após a derrota bizantina na batalha de Plisca, o império encontrava-se em uma situação difícil. O filho e legítimo herdeiro de Nicéforo I, Estaurácio, que foi seriamente ferido na batalha, reinou até outubro do mesmo ano quando abdicou em nome seu cunhado, o curopalata Miguel I Rangabe (r. 811–813). A Bulgária, que havia sofrido pesadas baixas e grande dano material durante a campanha de Nicéforo, necessitou de um ano para reorganizar seu exército e recursos para prosseguir em suas investidas. Seus ataques se concentraram principalmente na Trácia, no vale do Estrimão, onde muitas cidades foram sitiadas e suas populações foram enviadas para o norte da Bulgária através do Danúbio. O pânico generalizado se espalhou entre a população bizantina e muitas cidades, mesmo aquelas não afetadas pelos invasores, foram evacuadas. As tentativas de Miguel para deter os búlgaros foram infrutíferas e quando organizou um exército para atacá-lo, foi forçado a retornar para Constantinopla devido a uma conspiração encabeçada por Nicéforo.
Neste ínterim os búlgaros continuaram seus ataques até que no outono de 812 foi-lhes oferecida a paz. A delegação búlgara liderada por Dobromir não logrou resultados devido às "sugestões de seus assessores indignos", como diz Teófanes. Todavia a razão real foi mais provavelmente o item 3 do tratado de 716 que diz "os refugiados [emigrantes, desertores] de ambos os lados devem ser mutuamente rendidos, se eles estão conspirando contra as autoridades". Esse item foi importante no século VIII para os bizantinos devido ao enfraquecimento da autoridade imperial, todavia, após a crise búlgara nos meados do século VIII, tal item tornou-se inconveniente. Além disso, Teodoro Estudita, grande influência sobre o imperador, foi fundamental para que Miguel se recusasse a aceitar os termos búlgaros, pois considerava errado entregar os refugiados cristãos à mercê de bárbaros. Em resposta à recusa, a Bulgária sitiou a Mesembria. Com aporte de excelentes armas de cerco construídas por um imigrante árabe, logo a cidade foi tomada e dentre o butim estavam 36 sifões de cobre usados para lançar o famoso fogo grego e uma grande quantidade de ouro e prata.
Apesar da perda da Mesembria, os bizantinos não estavam dispostos a firmar paz. No inverno de 812-813 o cã Crum começou intensos preparativos para um ataque contra o Império Bizantino e Miguel preparou suas defesas. Em fevereiro de 813 inúmeras investidas foram realizadas na Trácia, todavia, os búlgaros não conseguiram nenhuma vitória decisiva e foram forçados a se retirar. Esta retirada foi vista por Miguel como uma vitória "de acordo com a providência de Deus" e encorajou-o a um contra-ataque. Um numeroso exército foi convocado em todos os temas, incluindo os guardas das passagens sírias. Devido a uma inquietação no exército, a campanha foi adiada até maio. A partida foi uma celebração e a população, incluindo a imperatriz, acompanharam as tropas para fora dos muros da cidade. Deram presentes aos comandantes militares e invocaram-nos para guardar o imperador e lutar pelos cristãos.

## A batalha

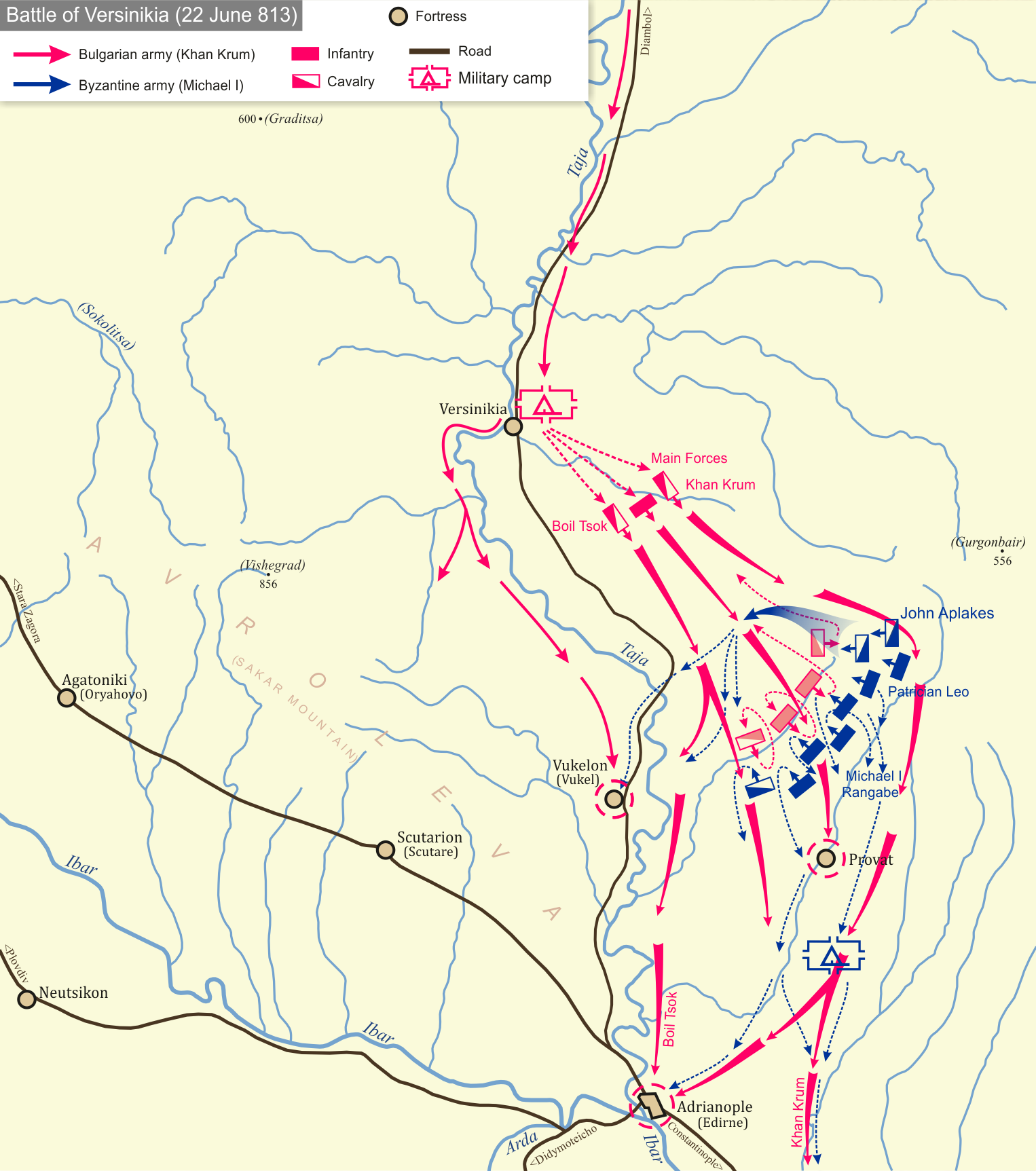
Desenvolvimento da batalha

Os bizantinos marcharam para norte mas não tomaram qualquer ação para retomar Mesembria. Em 4 de maio um eclipse solar provocou receio e reduziu a moral bizantina. Saqueando o próprio império, eles acamparam nas cercanias de Adrianópolis. No mesmo mês Crum também partiu para Adrianópolis. Em junho ambos os exércitos acamparam próximo da pequena fortaleza de Versinícias ao norte da cidade. O registro histórico (João Escilitzes na Sinopse Histórica, etc.) afirma que o exército bizantino era 10 vezes (ou mesmo 20 vezes segundo alguns historiadores) maior do que aquele dos búlgaros. Embora superestimado, é evidente a superioridade numérica bizantina. Portanto, os búlgaros mantiveram-se na defensiva. Apesar de numérica, logística e estrategicamente superior, o exército bizantino não confrontou o adversário. Ambos os exércitos mantiveram-se em impasse por 13 dias até que, em 22 de junho, o estratego da Macedônia João Aplaces dirigiu-se a Miguel e disse: "Quanto é que vamos esperar e morrer? Eu vou atacar primeiro em nome de Deus e você seguirá minha bravura. E a vitória será nossa porque nós somos dez vezes mais que eles [os búlgaros]".
A batalha foi curta: na manhã do mesmo dia os bizantinos atacaram e o pelotão de Aplaces foi o primeiro a enfrentar os búlgaros. Ele conseguiu infligir algumas baixas neles mas depois a maioria dos bizantinos estavam tão assustados que não mais lutaram com seus inimigos. Eles não puderam resistir nem mesmo o primeiro contra-ataque búlgaro e quando Crum avançou com sua cavalaria pesada contra o flanco oriental bizantino ele bateram em retirada. O pelotão anatólio foi o primeiro a fugir seguido pelo exército inteiro. Os soldados de Aplaces foram deixados para trás e a maior parte deles pereceu, incluindo seu comandante. Perante o avanço da cavalaria de Crum, muitos pereceram em combate, enquanto outros se esconderam em fortalezas que foram tomadas ou então partiram para Constantinopla. Os comandantes-chefe do exército bizantino, incluindo o imperador Miguel I Rangabe e Leão, o Armênio, foram os primeiros a abandonar o campo de batalha. Os búlgaros tomaram o acampamento bizantino e um rico prêmio incluindo ouro e armas.
Cronógrafos bizantinos posteriores como José Genésio e Teófanes Continuado acusaram Leão, o Armênio como principal responsável pela derrota, alegando que deliberadamente ordenou a fuga das unidades que ainda não haviam combatido. Esta visão é aceita por um grande número de estudiosos (J. B. Bury, Steven Runciman, George Ostrogorsky, Romilly Jenkins, Warren Treadgold et al.), enquanto outros (Vasil Zlatarski e um grupo de estudiosos gregos) rejeita a responsabilidade de Leão,[a] apontando para uma história alternativa daquela de Genésio e Teófanes Continuado também inclusa em seus textos.

## Rescaldo

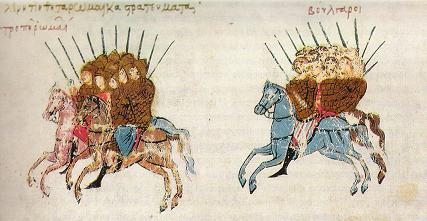
Os búlgaros aniquilando o exército bizantino em Versinícias. Miniatura do Escilitzes de Madri

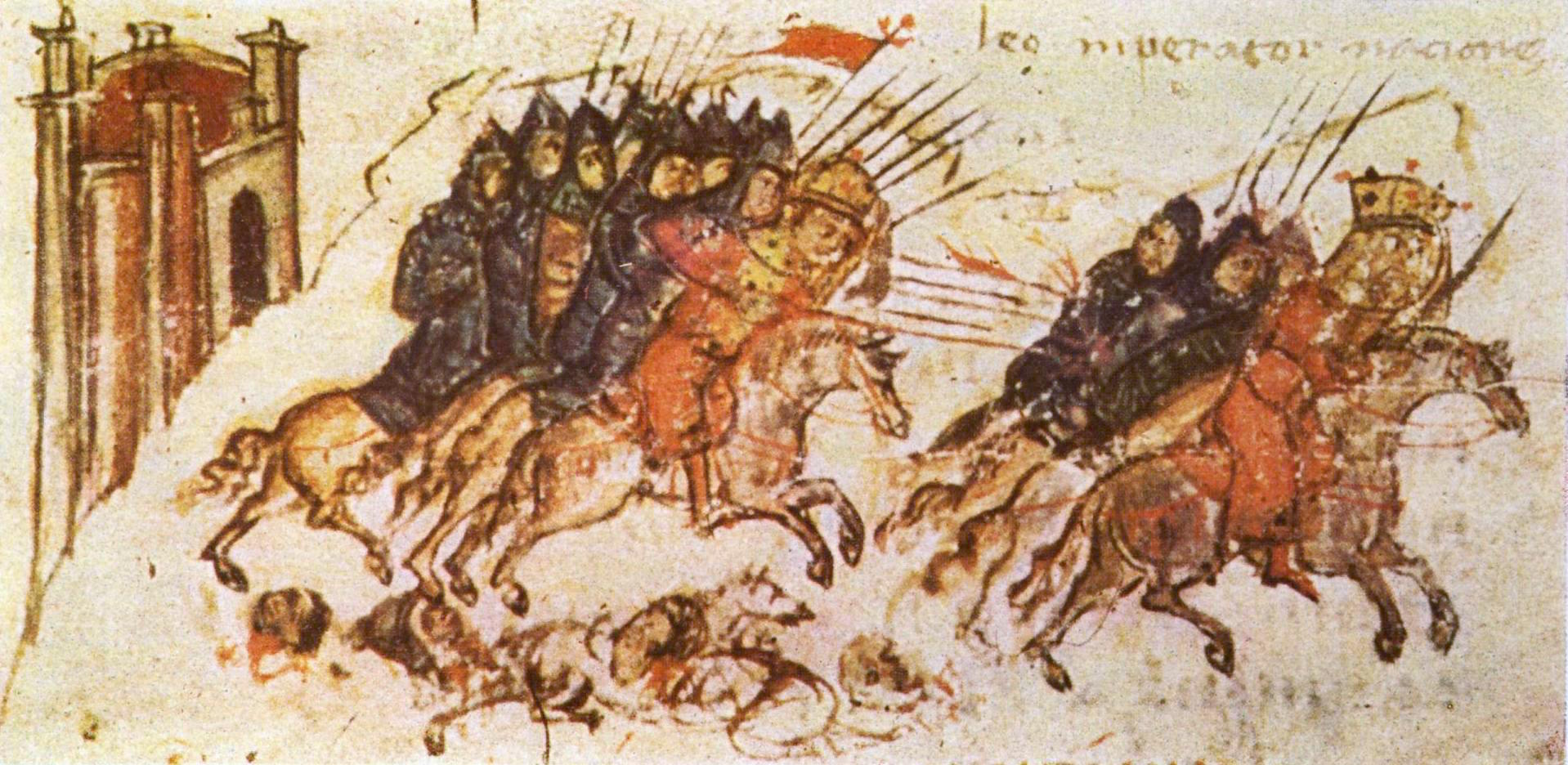
A batalha de Versinícias em uma cópia búlgara do século XIV da Crônica de Constantino Manasses

A derrota em Versinícias agravou ainda mais a situação do Império Bizantino e deu ao cã búlgaro uma oportunidade de lançar ataques nas cercanias da capital bizantina. Também selou o destino de Miguel I Rangabe, que foi forçado a abdicar e retirar-se para um mosteiro. O trono bizantino foi tomado por Leão, o Armênio (r. 813–820) que distinguiu-se de seu predecessor como um homem energético e de caráter forte. Imediatamente tomou rápidas precauções para a defesa da capital bizantina devido à expectativa de um assalto búlgaro.
O caminho para Constantinopla estava aberto e o exército búlgaro foi direto para a cidade sem enfrentar qualquer resistência. Havia ainda várias fortalezas na Trácia que permaneceram em mãos bizantinas, particularmente Adrianópolis, que foi sitiada pelo irmão de Crum. Em 17 de julho de 813 ele próprio atingiu os muros da cidade e assentou seu acampamento sem obstáculos. Dentro da visão dos cidadãos, Crum, que era também um sumo sacerdote, fez um sacrifício ao deus búlgaro Tengri, realizando alguns rituais pagãos. Em seguida os búlgaros construíram trincheiras ao longo de todo comprimento das muralhas da cidade e, de repente, Crum ofereceu a paz.
Leão aceitou as negociações mas ele pretendia matar traiçoeiramente Crum e eliminar a ameaça sobre o Império Bizantino. Durante as negociações, os bizantinos atiraram flechas na delegação búlgara matando alguns deles, incluindo o caucano ou outro alto oficial, mas o cã permaneceu ileso. Enfurecido pela traição, Crum ordenou que todas as igrejas, mosteiros e palácios fora de Constantinopla fossem destruídos, os bizantinos capturados fossem escravizados e as riquezas dos palácios fossem enviadas para a Bulgária em carrinhos. Após isso todas as fortalezas do império nos arredores da cidade e do mar de Mármara foram sitiadas e arrasadas. Os castelos e assentamentos no interior da Trácia Oriental foram saqueados e a região inteira, devastada. Então Crum retornou para Adrianópolis e fortaleceu as forças sitiantes. Com a ajuda de manganelas e arietes, forçou a cidade a se render. Os búlgaros capturaram 10 000 pessoas que foram realocadas na Bulgária através do Danúbio. Textos litúrgicos e hagiográficos bizantinos comemoram o martírio de 377 cativos. No Inverno Crum retornou para a Bulgária onde começou a preparar seu exército para o assalto final ao império, todavia veio a falecer em 13 de abril de 814.

## Local da batalha
A localização exata da fortaleza Versinícias é desconhecido. De acordo com Teófanes o castelo estava situado a 60 km do acampamento de Miguel I Rangabe em Adrianópolis. Neste distância ao norte está localizada a vila de Malomirovo em cujas redondezas foi descoberta uma antiga inscrição búlgara do reino de Crum. É sobre a divisão de um exército búlgaro durante a campanha em 813 - o flanco esquerdo sob o caucano Irtais foi concentrado na costa em Anquíalo (Pomorie) e Sozopol, e o flanco direito estava na área de Béroe (Stara Zagora) sob o comando do Izurgu-bulia Tzoco. O centro sob o comando pessoal de Crum provavelmente estava situado na área da contemporânea cidade de Elhovo que é próxima de Malomirovo. É provável que o exército bizantino tomou posição ao longo das colinas Derventski que estão situadas na atual fronteira búlgaro-turca.